# لاس كونديس
لاس كونديس هي بلدية في تشيلي تقع في محافظة سانتياغو، إقليم سانتياغو متروبوليتان.
تسكن المنطقة في المقام الأول من قبل عائلات ذات دخل أعلى من المتوسط إلى المرتفع، ومعروفة في الوعي الجماعي التشيلي بأنها موطن النخبة الاقتصادية في البلاد. يقع معظم النشاط التجاري في لاس كونديس على طول شارع Apoquindo ، والذي يطلق عليه بالعامية «سانهاتان». تنتمي إلى المنطقة الشمالية الشرقية من سانتياغو.